# Bloomsdale
Bloomsdale é uma cidade localizada no estado americano de Missouri, no Condado de Ste. Genevieve.

## Demografia
Segundo o censo americano de 2000, a sua população era de 419 habitantes. 
Em 2006, foi estimada uma população de 435, um aumento de 16 (3.8%).

## Geografia
De acordo com o United States Census Bureau tem uma área de 
4,2 km², dos quais 4,2 km² cobertos por terra e 0,0 km² cobertos por água. Bloomsdale localiza-se a aproximadamente 170 m acima do nível do mar.

## Localidades na vizinhança
O diagrama seguinte representa as localidades num raio de 24 km ao redor de Bloomsdale. 